# Haploniscus similis
Haploniscus similis is een pissebed uit de familie Haploniscidae. De wetenschappelijke naam van de soort is voor het eerst geldig gepubliceerd in 1968 door Birstein.